# Pan i jego filozof
Pan i jego filozof. Rzecz o Platonie – książka Aleksandra Krawczuka w formie opowieści historycznej z elementami filozoficznymi, artystycznymi i literackimi wydana po raz pierwszy w 1970 (Państwowy Instytut Wydawniczy) z okładką autorstwa Ewy Gargulińskiej.
Opowieść przedstawia dzieje świata greckiego w pierwszej połowie IV wieku p.n.e., ukazując wizerunki żyjących wówczas filozofów, a zwłaszcza Platona, który przy pomocy panującego wtedy tyrana realizował na Sycylii swoje pomysły ustrojowe. Wydarzenia przedstawione są w postaci m.in. dialogów, które zostały wplecione w ramy opowieści Apulejusza (pisarza epoki późniejszej), który, jako wychowanek Akademii platońskiej, wielce cenił sobie tego filozofa.